# إندر بوروس
إندر بوروس (بالإنجليزية: Endre Boros)‏ هو رياضياتي أمريكي، ولد في 21 سبتمبر 1953.